# برج اودئون
برج اودئون (به لاتین: Odeon Tower) یک ساختمان بلندمرتبه در موناکو است که در له روس واقع شده‌است.